# ジェイコブ・ディラン
ジェイコブ・ディラン（Jakob Dylan、1969年12月9日 - ）は、ロックバンド、ザ・ウォールフラワーズのリードシンガーであり、作曲家である。ニューヨーク出身。ボブ・ディランの息子。

## ザ・ウォールフラワーズ
ザ・ウォールフラワーズは、1989年にロサンゼルスのデリカテッセンであるCanter'sで活動を始めた。バンドはヴァージン・レコードと契約し、バンド名がそのままタイトルになったアルバムを製作した。そのカバーは、メンバー全員の足とドラマーのペドロ・ヤノウィッツの犬の写真であった。
デビュー作はほとんど売れず、ヴァージン・レコードを解雇されたが、再結成し、メンバーを入れ替えながら10,000マニアックス、トード・ザ・ウェット・スプロケット、クラッカー、スピン・ドクターズ等のバンドと一緒にツアーを行った。マネージャーのアンドリュー・スレーターのおかげで、インタースコープ・レコードの運営するレーベルと契約することができた。
Tボーン・バーネットのプロデュースで1996年に製作されたアルバム『ブリンギング・ダウン・ザ・ホース』には「6th Avenue Heartache」「One Headlight」等の曲が収録され、世界中で600万枚以上を売り上げた。これは、父のアルバム『血の轍』の20年間の売り上げの3倍に達する。バーネットは『ブリンギング・ダウン・ザ・ホース』の成功は、ディランの家族の名前とは関係がないと語っている。ザ・ウォールフラワーズは2つのグラミー賞を獲得し、「One Headlight」はVH1の1997年度ビデオ・オブ・ザ・イヤーを受賞している。
2007年現在で、ザ・ウォールフラワーズは5枚のアルバムをリリースしている。
2007年秋、ザ・ウォールフラワーズは2年以上ぶりにライブを行い、10月には東海岸、11月には中西部を含む短いツアーを行った。2007年9月、バンドの公式ウェブサイトで、メンバーのラミ・ジャフィーが脱退することが発表された。2008年2月にはカリフォルニア、4月には東海岸、夏にはいくつかのフェスティバルでライブを行ったが、3人編成かまたはマルチプレーヤーのベン・ピーラーが加わって行われた。

## ソロ活動
2006年9月20日、ビルボードから、ジェイコブ・ディランがコロムビア・レコードと新しい契約を結んだことが発表された。2005年にインタースコープ・レコードとの契約が終了したザ・ウォールフラワーズの状況については明らかになっていない。
彼は2006年9月21日から放送されたドラマ『Six Degrees』の主題歌「Here Comes Now」を作曲し、「Stardust Universe」は2006年10月25日から放送された『ジェリコ 閉ざされた街』の主題歌に使われた。
ザ・バンドの「Whispering Pines」のカバーが、トリビュート・アルバム『エンドレス・ハイウェイ〜ザ・ミュージック・オブ・ザ・バンド』に収録され、2007年1月にリリースされた。また、ジョージ・ハリスンの息子ダーニ・ハリスンとともにジョン・レノンの「真実が欲しい」をカバーし、レノンのトリビュートアルバム『インスタント・カーマ』に収録され、2007年6月12日にリリースされた。2007年初めには、1997年11月14日の半導体メーカーのアプライド・マテリアルズでの演奏会以来、父親と一度だけ共演した。ただこの時は、同じショーに出たものの、一緒に演奏することはなかった。
2007年9月初め、「ニューヨーク・タイムズ」は、リック・ルービンのハリウッドヒルズの自宅で、ジェイコブが自身初のソロ・アルバムの製作を行っていると報じた。ルービンはアルバムのプロデューサーの1人でもあり、アルバムは『シーイング・シングス』というタイトルで2008年6月10日に発売された。ほとんどがアンプラグドの曲で10曲が収録されている。
2008年春、ツアー・バンドのザ・ゴールド・マウンテン・レベルズ（The Gold Mountain Rebels）とともに、ボナルー音楽祭、ロスベリー音楽祭、ミルウォーキーサマーフェスト、ニューポート・フォーク・フェスティバル、オースティン・シティ・リミッツ・フェスティバルなどでツアーを行うことが発表された。2008年6月には、『レイト・ナイト・ウィズ・デイヴィッド・レターマン』、2008年7月には『ザ・トゥナイト・ショー・ウィズ・ジェイ・レノ』、2008年8月には『ザ・レイト・レイト・ショー・ウィズ・クレイグ・ファーガソン』、2008年9月には『レイト・ナイト・ウィズ・コナン・オブライエン』に出演して演奏した。コナンの番組では、ノラ・ジョーンズとともに「War Is Kind」を演奏した。8月中旬には、ザ・ゴールド・マウンテン・レベルズとともにヨーロッパで10日間のツアーを行った。10月にはドイツとイギリスで10日間のツアーを行った。10月21日にはイギリスBBC Twoの『レイター・ウィズ・ジュールズ・ホーランド』に出演し、「Evil Is Alive And Well」と「Something Good This Way Comes」を歌った。これがジェイコブにとって、テレビでのソロの歌唱の初披露だった。10月25日の週には、ザ・ゴールド・マウンテン・レベルズとともに『オースティン・シティー・リミッツ』に出演し、「No Matter What」を歌った。

## ディスコグラフィ

### スタジオ・アルバム
- 『シーイング・シングス』 - Seeing Things (2008年、Columbia)
- 『ウィメン・アンド・カントリー』 - Women + Country (2010年、Columbia)
- Echo in the Canyon (2019年、BMG)

### ザ・ウォールフラワーズ
- 『ザ・ウォールフラワーズ』 - The Wallflowers (1992年、Virgin)
- 『ブリンギング・ダウン・ザ・ホース』 - Bringing Down the Horse (1996年、Interscope)
- 『ブリーチ』 - (Breach) (2000年、Interscope)
- 『レッド・レター・デイズ』 - Red Letter Days (2002年、Interscope)
- 『レベル、スウィートハート』 - Rebel, Sweetheart (2005年、Interscope)
- 『グラッド・オール・オーバー』 - Glad All Over (2012年、Columbia)
- 『イゲジット・ワウンズ』 - Exit Wounds (2021年、New West)